# Rosegur
Rosegur (fostă Dragon Star Guard) este o companie de pază și securitate din România.
Compania Dragon Star a fost înființată în 1992, iar în anul 2005 a fost achiziționată de compania spaniolă Prosegur împreună cu fondul de investiții spaniol GED Eastern Fund II, având atunci peste 3.000 de angajați.
Până la acel moment, compania a aparținut omului de afaceri Dan Alistar.
Cifră de afaceri:
- 2008: 23 milioane euro[1]
- 2007: 15 milioane euro[2]
- 2006: 11 milioane euro[2]